# Jurij Felten
Jurij Matwiejewicz Felten, Georg Friedrich Veldten (ros. Юрий Матвеевич Фельтен; ur. 1730, zm. 2 czerwca 1801) – rosyjski architekt pochodzenia niemieckiego.

## Życiorys
Jego ojciec Mathias Veldten przybył do Rosji z Niemiec i pracował od 1725 r. jako ekonomista przy Petersburskiej Akademii Nauk. Przyszły architekt urodził się w 1730 r. i otrzymał imiona Georg Friedrich. W wieku sześciu lat stracił ojca i odtąd pozostawał pod opieką starszej siostry i jej męża. Ukończył w Rosji starsze klasy gimnazjum przy Akademii Nauk, po czym wyjechał z rodziną do Tybingi i tam kształcił się na uniwersytecie. Równocześnie podróżował po państwach niemieckich, studiując architekturę. Brał udział w budowie Nowego Pałacu księcia wirtemberskiego w Stuttgarcie w latach 1747–1748.
W 1749 r. Felten przybył do Petersburga. W Rosji posługiwał się imieniem i otczestwem Jurij Matwiejewicz oraz nazwiskiem Felten. Był jednym z pierwszych studentów architektury w Akademii Sztuk Pięknych w Petersburgu. W 1755 r. został przyjęty na służbę do dworskiej kancelarii odpowiadającej za budowę nowych obiektów w Petersburgu i jako pomocnik architekta został jednym ze współpracowników Bartolomeo Rastrellego. Współpracował z nim przy budowie Pałacu Zimowego. W 1760 r. otrzymał stanowisko architekta i po odsunięciu Rastrellego stał się jednym z wiodących twórców w rozbudowującym się mieście. Finalizował niedokończone projekty Rastrellego, adaptował budynki Monasteru Smolnego na potrzeby Instytutu Szlachetnie Urodzonych Panien. Wzniósł również szkołę dla dziewcząt z rodzin mieszczańskich. W 1762 r. otrzymał stanowisko głównego architekta Biura Cesarskich Budowli i Ogrodów. Na tym stanowisku Felten kierował pracami nad ukończeniem ogrodzenia wokół Ogrodu Letniego oraz budową Ermitaża z łukiem nad Rowem Zimowym. W 1763 r. rozpoczął prace nad umocnieniem brzegów Newy, regularnie występującej z brzegów, granitem; prac tych jednak nie ukończył. Od 1765 r. zajmował się w znacznej mierze budownictwem sakralnym. Część jego projektów utrzymanych jest w rzadkim w Rosji stylu neogotyckim, cechuje je ogromne bogactwo ornamentów, niemal ich nadmiar. Z czasem Felten zaczął tworzyć w stylu klasycystycznym.
Od 1772 r. wykładał w Akademii Sztuk Pięknych. Stopniowo odchodził od działalności projektowej, zajmując się niemal wyłącznie wykładaniem. Jeszcze w 1773 r. wzniósł na Placu Pałacowym dom dla kapitana Głazjewa, po czym powierzono mu przebudowę całej południowej pierzei placu. Wzniesione według jego planów budowle w tym miejscu nie przetrwały – na ich miejscu wzniesiono gmach Sztabu generalnego. Za wieloletnią służbę otrzymał rangę radcy stanu. W 1789 r. został dyrektorem Akademii Sztuk Pięknych, zaś w 1794 r. został zwolniony z pracy w Akademii. Zmarł siedem lat później.
Był żonaty z Anną, córką chirurga gwardii Paulsona. Jego żona zmarła w 1774 r., także troje dzieci Feltenów zmarło w dzieciństwie.

## Znaczące projekty
- Stary Ermitaż (1771-1787)[2]

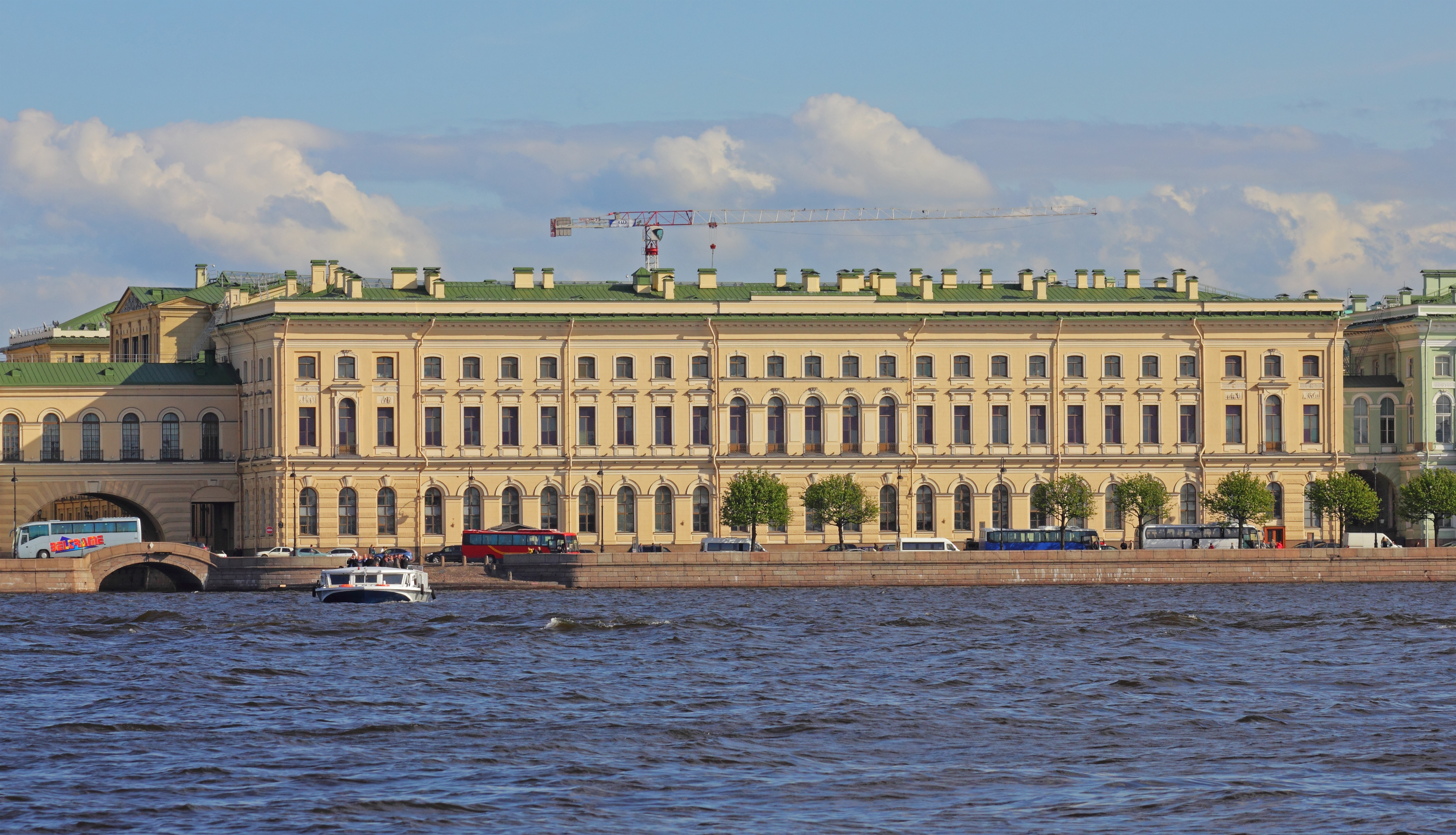
Stary Ermitaż

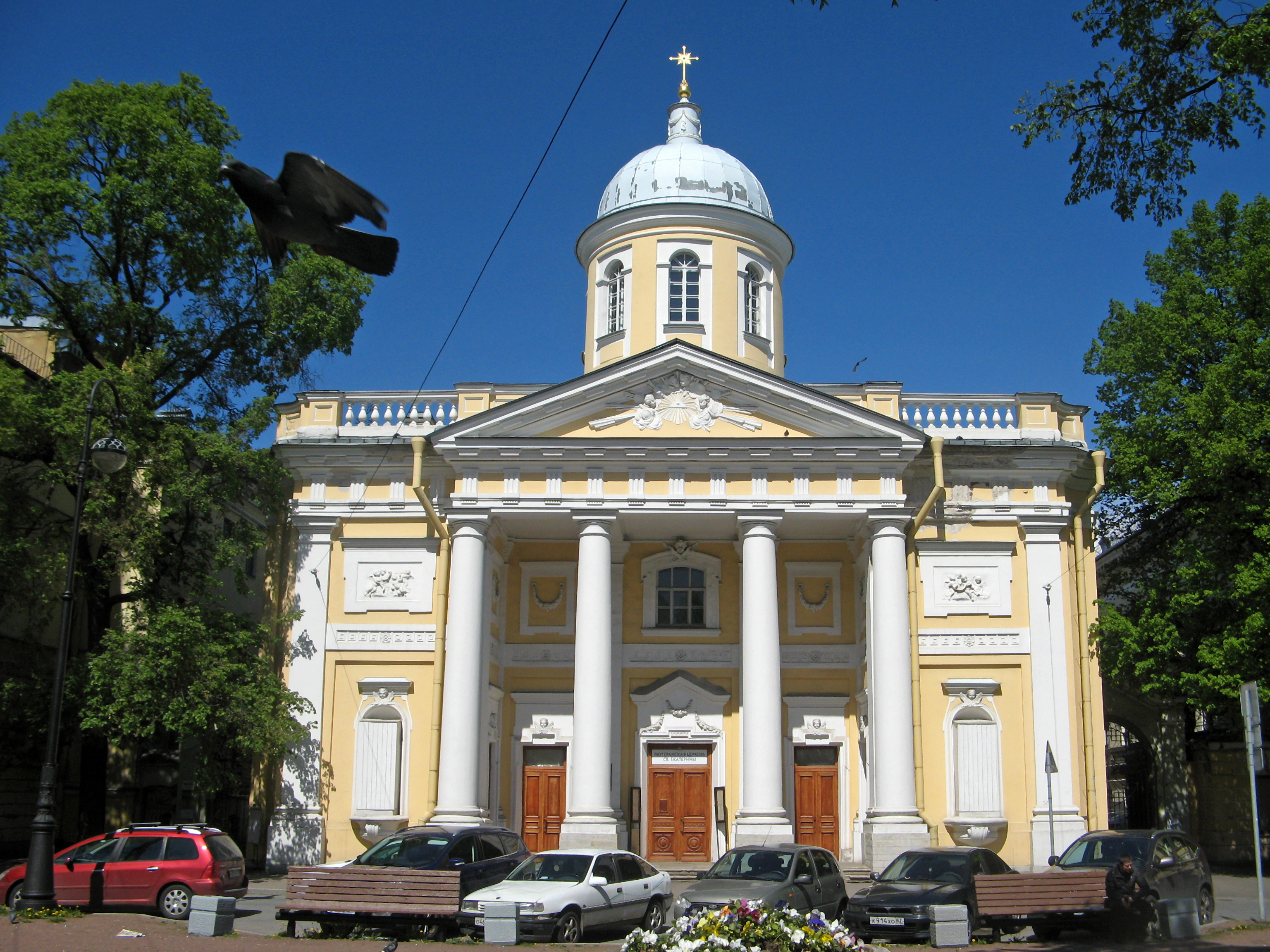
Kościół św. Katarzyny na Wyspie Wasylewskiej

- kościół ormiański św. Katarzyny przy Newskim Prospekcie (1771-1775)[1]
- Pałac Kamiennoostrowski (1776-1782)[1]
- luterański kościół św. Katarzyny na Wyspie Wasylewskiej[4]
- luterański kościół św. Anny w Petersburgu[5]
- cerkiew Narodzenia św. Jana Chrzciciela na Wyspie Kamiennej
- Cerkiew Czesmeńska oraz Pałac Czesmeński[4]
- katedra Świętych Piotra i Pawła w Wyborgu[1]
- wnętrza Wielkiego Pałacu w Peterhofie[1]
- skrzydło Zubowa w Pałacu Jekateryńskim w Carskim Siole[4]
- rezydencja miejska Feltenów na nabrzeżu Mojki 20[1]